# Moulton (Teksas)
Moulton – miasto w Stanach Zjednoczonych, w stanie Teksas, w hrabstwie Lavaca.